# Maki Moichirō
Maki Moichirō (jap. 牧茂市郎; * 20. Februar 1886 in Matsuyama, Präfektur Ehime; † 19. April 1959 in Kyōto, Präfektur Kyōto) war ein japanischer Herpetologe. Sein Forschungsschwerpunkt waren die Schlangen.

## Leben
Maki wurde an der Höheren Normalschule Hiroshima ausgebildet, wo er 1909 seinen allgemeinen Abschluss und 1911 den der Forschungsabteilung erlangte. Anschließend bekleidete er bis 1926 mehrere Positionen in der japanischen Kolonialregierung in Formosa (heute Taiwan). Während dieser Zeit erforschte er die Amphibien und Reptilien der Insel. Seine Haupttätigkeit war jedoch das Studium der Schadinsekten, über die er ausgiebig schrieb. Von 1927 bis 1946 war er Dozent an der Dōshisha-Universität in Kyōto. 1932 wurde er unter der Leitung von Komai Taku an der Kaiserlichen Universität Kyōto zum Doctor of Science promoviert. Als Dissertation diente sein Werk A Monograph of the Snakes of Japan, das zur herpetologischen Standardliteratur in Japan zählt. Es wurde in mehreren Teilen veröffentlicht. 1931 wurde der englische Text, ausgewählte Beiträge aus dem japanischen Originaltext, sowie die ersten 39 Tafeln herausgegeben. 1933 folgte der komplette japanische Text, einschließlich der übrigen Tafeln von 40 bis 89. Die geographische Abdeckung umfasste das Kaiserreich Großjapan, inklusive Formosa und Korea. 1978 erschien ein Nachdruck des Buches. 
Maki wurde 1947 zum Biologie-Professor an der Hanazono-Universität in Kyōto ernannt. Diese Position hatte er bis zu seinem Tod im Jahr 1959 inne. 
Zu Makis Erstbeschreibungen zählen die Unterart Rhabdophis tigrinus formosanus der Tigernatter, die Unterart Sinomicrurus macclellandi iwasakii der MacClellands Korallenotter, die Unterart Trimerodytes percarinatus suriki der Olivfarbenen Kielrückennatter, Achalinus niger, die Unterart Goniurosaurus kuroiwae orientalis des Okinawa-Krallengeckos, Hebius miyajimae, Lycodon multifasciatus, Pareas iwasakii sowie Pareas komaii.

## Dedikationsnamen
Ota Hidetoshi benannte 1989 die Agamenart Diploderma makii zu Ehren von Maki. Die 1927 von Momiyama Tokutarō beschriebene Unterart Parus major makii der Kohlmeise ist heute ein Synonym der Unterart Parus minor commixtus der Japankohlmeise.